# Villagómez la Nueva
Villagómez la Nueva – gmina w Hiszpanii, w prowincji Valladolid, w Kastylii i León, o powierzchni 12,28 km². W 2011 roku gmina liczyła 67 mieszkańców.